# Episparis costistriga
Episparis costistriga là một loài bướm đêm trong họ Erebidae.